# Reithrodon typicus
Espèce
Synonymes
- Reithrodon physodes typicus[1]

Statut de conservation UICN

 LC  : Préoccupation mineure
Reithrodon typicus est une espèce de rongeurs de la familledes Cricétidés.

## Répartition
Cette espèce est présente dans le Sud du Brésil, en Argentine et en Uruguay. Elle vit dans les prairies.